# ماكيلار (ديبر)
ماكيلار أو ماكيلاري (بالألبانية: Njësia administrative Maqellarë، بالإنجليزية: Makelari أوMakelare)، بالتركية: Makiler (köy)، بالمقدونية: Макелари أو Макеларе): هي قرية وبلدية سابقة في مقاطعة ديبر، شمال شرق ألبانيا. في إصلاح الحكومة المحلية لعام 2015، أصبحت قسمًا فرعيًا من بلدية ديبر. بلغ عدد السكان في تعداد 2011 حوالي 10,662 نسمة.